# فک خزپوش قهوه‌ای
فک خزپوش قهوه‌ای (نام علمی: Arctocephalus pusillus) نام یک گونه از سرده خرس‌سرها است.